# Diagonalaxel

Individuell bakhjulsupphängning med snett bakåtriktade länkarmar.

En diagonalaxel är en typ av individuell hjulupphängning för motorfordon som använder snett bakåtriktade länkarmar. Den förekommer nästan uteslutande som fjädring på bakaxeln. Länkarmen är direkt ansluten till karossen eller till en hjälpram via en ledad infästning. Rotationsaxeln pekar diagonalt mot fordonets bakände, så att hjulen får lite toe in och negativ camber när de fjädrar in.
Jämfört med pendelaxeln har diagonalaxeln mindre camberförändring och ett lägre liggande momentcentrum. På bakhjulsdrivna fordon måste drivaxlarna ha två leder, en inne vid differentialväxeln och en ute vid hjulet. Jämfört med moderna multilänkaxlar tenderar diagonalaxeln att ge överstyrning vid kurvtagning och anses därför vara tekniskt föråldrad.
Lancia patenterade diagonalaxeln 1947 och införde den på Lancia Aurelia från 1950. Den följdes av Renault Frégate från 1951 och Fiat 600 från 1955. Tyska tillverkare började använda diagonalaxeln från slutet av 1950-talet: BMW 700 och Neue Klasse, Wartburg 312 från 1965, NSU Ro 80 från 1967 och Mercedes-Benz W114 från 1968. Volkswagen ersatte pendelaxeln i Bubblan med halvautomatisk växellåda och Folkabussen från 1967, följt av VW 411 1968. 
General Motors använde diagonalaxeln i Chevrolet Corvair från 1964. I Storbritannien introducerades den i Ford Zephyr 1966 och Ford använde den även i efterträdaren Ford Granada från 1972. Franska Peugeot använde diagonalaxeln i 504-modellen från 1968.
Sedan början av 1980-talet har diagonalaxeln ersatts av multilänkaxlar i bakhjulsdrivna fordon, med början i Mercedes-Benz 190.